# Eolas
Eolas (acrónimo para "Embedded Objects Linked Across Systems", y "conocimiento" en irlandés) es una empresa estadounidense de tecnología. Fue fundada en 1994 por Dr. Michael David Doyle. 

## Controversia

### Caso Eolas
Se conoce popularmente como Caso Eolas a la jurisprudencia surgida a partir de la reclamación por parte de la empresa estadounidense EOLAS de su invención y subsiguiente patente, y por tanto la exigencia de derechos no satisfechos previamente, con respecto al software consistente en la incrustación de objetos en navegadores, más comúnmente conocida como tecnología de plug-in.
En concreto, se trata de la patente denominada Method and system for hypermedia browser API simulation to enable use of browser plug-ins and applets as embedded widgets in script-language-based interactive programs, asignada a Eolas Tecnologies con Michael D. Doyle, profesor de la UCLA, como inventor del objeto de la patente.
En ella se describe a grandes rasgos un sistema genérico para adaptación, integración, interacción y control de componentes entre cliente (navegador web) y servidor, en un entorno distribuido de hipermedia/web, destinado a que sistemas genéricos integrados en navegadores web puedan extender su funcionalidad mediante la posibilidad de ejecución de otros componentes interactivos que deleguen parte del proceso de cálculo implícito a la aplicación (considerada globalmente), en el servidor.
Microsoft, la principal afectada, con ayuda del W3C (dado que esencialmente afecta a todos los navegadores, aunque solo es posible realizar atribuiciones económicas sobre Internet Explorer) ha remitido a los tribunales en defensa propia casos de prior art, como el sistema pionero usado por ViolaWWW, que no han sido aceptados de todos modos por los tribunales como suficientes para deslegitimar la patente.